# Crescenzio Sepe
Crescenzio Sepe (Carinaro, 2. lipnja 1943.) talijanski je prelat Katoličke Crkve koji je od 2006. do 2020. služio kao nadbiskup Napulja. U Rimskoj kuriji obnašao je službu prefekta Kongregacije za evangelizaciju naroda od 2001. do 2006. godine. Kardinalom je proglašen 2001. Prije toga proveo je 25 godina na važnijim položajima u Rimskoj kuriji.
Bio je član Papinskog vijeća za društvene komunikacije i Papinskog vijeća za međureligijski dijalog.